# Quốc lộ 26
Quốc lộ 26 là quốc lộ nối liền 2 tỉnh Khánh Hòa và Đắk Lắk. Tuyến đường bắt đầu từ trung tâm thị xã Ninh Hòa, (Km 1420, Quốc lộ 1, tỉnh Khánh Hòa) đến thành phố Buôn Ma Thuột (tỉnh Đắk Lắk), qua Dục Mỹ, đèo Phượng Hoàng, M'Drắk, Ea Kar; Krông Pắc, Buôn Ma Thuột.

## Thông số chung
- Tổng chiều dài: 151 km;
- Chiều rộng: từ 5 m đến 21 m;
- Mặt đường: trải thảm bê tông nhựa;
- Số cầu trên đường: 48 cầu, tải trọng 25 tấn;
- Đặc điểm đoạn từ thị xã Ninh Hòa đến đèo Phượng Hoàng dài 25 km đường bằng phẳng, qua vùng đông dân cư, đoạn đèo Phượng Hoàng đến M'Đrắk dài 38 km qua vùng núi, vách taluy cao, vực sâu, đoạn từ M'Đrắk đến thành phố Buôn Ma Thuột dài 88 km, qua vùng đồi núi, đông dân cư.

Do Công ty Cổ phần Quản lý & Xây dựng đường bộ 26 thuộc Khu Quản lý đường bộ 5 (Nay là Cục Quản đường bộ III) Quản lý tuyến đường, là tuyến đường huyết mạch nối các tỉnh Tây Nguyên với đồng bằng duyên hải Miền trung.

## Lý trình chi tiết
Chiều dài tuyến do Công ty CP QL&XD Đường bộ Khánh Hòa quản lý (Khánh Hòa), dài 32 km.
- Thị xã Ninh Hòa, Khánh Hòa từ Km 0 – Km 32

Chiều dài tuyến do Công ty CP QL&XD Đường bộ 26 Quản lý (Đắk Lắk), dài 119 km.
- Huyện M'Drắk: Km 32 – Km 83
- Xã Ea Trang: Km 32
- Xã Cư Mta: Km 52
- Thị trấn M'Drắk: Km 62
- Xã Krông Zil: Km 65
- Xã Ea Pil: Km 77

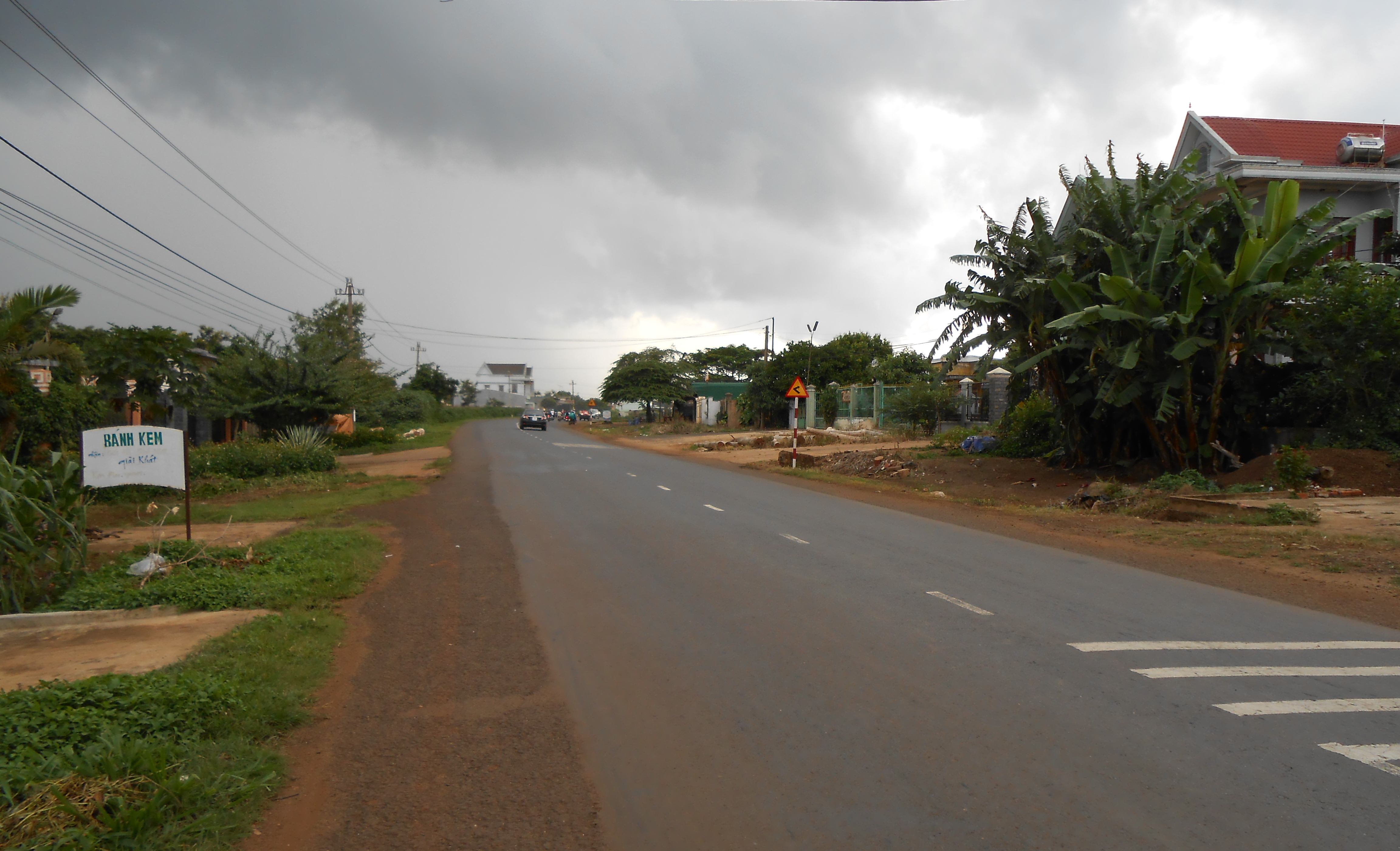
Quốc lộ 26 đoạn qua huyện Krông Pắc, Đắk Lắk

- Huyện Ea Kar: Km 83 – Km 103 qua các xã:
- Xã Ea Tyl: Km 83
- Thị trấn Ea Knốp: Km 89
- Ea Đar: Km 92
- Thị trấn Ea Kar: Km 98
- Xã Cư Huê và xã Ea K'Mut: Km 102.
- Huyện Krông Pắc: Km 103 – Km 141 qua các xã:
- Ea Kly Km 103
- Krông Búk: Km 108
- Ea Phê: Km 111
- Xã Hòa An: Km 119
- Thị trấn Phước An: Km 121
- Ea Yông: Km 125
- Ea Kênh: Km 129
- Ea Knuếc: Km 133
- Hòa Đông: Km 135
- Thành phố Buôn Ma Thuột: Km 141 – Km 151 qua các phường:
- Phường Ea Tu: Km 141
- Xã Tân Hòa: Km 145
- Phường Tân Lập: Km 149 – 151.

## Nhà đầu tư BOT

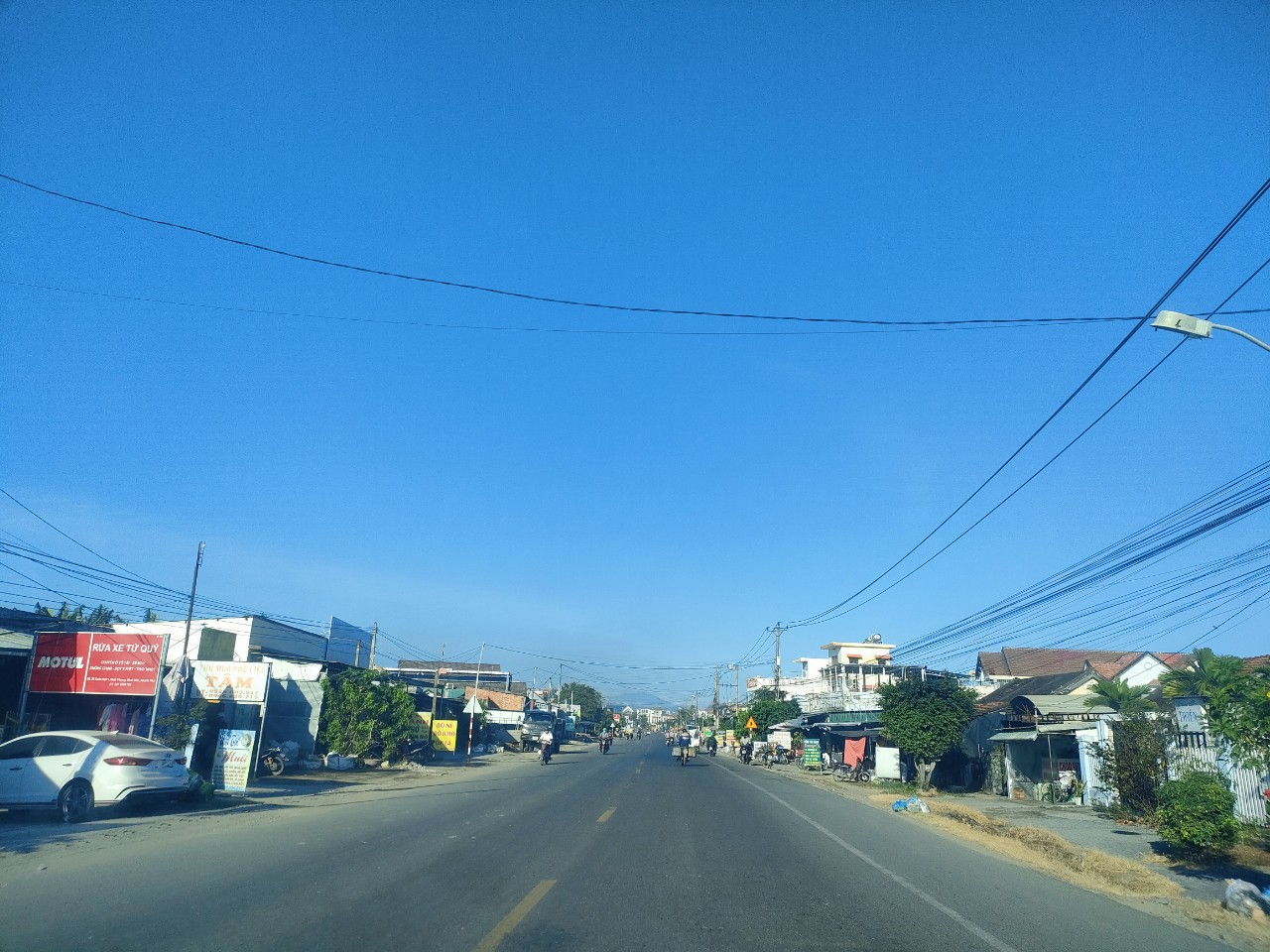
Quốc lộ 26 đoạn qua Ninh Phụng, Ninh Hòa thuộc dự án nâng cấp, mở rộng tuyến

- Năm 2016 tuyến Quốc lộ 26 đã có nhà đầu tư BOT đó là: Công ty TNHH MTV CICO501 BOT QL26. Công ty này đầu tư 2 đoạn của tuyến đường và chia thành 2 giai đoạn.

- Tên dự án: Dự án đầu tư xây dựng mới đoạn qua thị xã Ninh Hoà; Cải tạo, nâng cấp QL26 các đoạn Km 3+411 - Km 15+350 (tỉnh Khánh Hoà); Km 84+300 - Km 88+383, Km 91+383 - Km 98+800, Km 101+800 - Km 112+800 (tỉnh Đắk Lắk) và thảm bê tông nhựa một số đoạn tuyến QL26 cũ trên địa bàn tỉnh Khánh Hoà và Đắk Lắk.

- Giai đoạn 1: Từ năm 2016 đầu đến 2017 đầu tư mở rộng gấp đôi tuyến đoạn 1 từ Km 0 đến Km 11+504 tỉnh Khánh Hòa.[1]
- Giai đoạn 2: Nâng cấp, cải tạo từ Km 91+383 - Km 98+800 (Đắk Lắk).[1] Dự án Hoàn thành vào tháng 7 năm 2017 đủ điều kiện đi vào thu phí hoàn vốn nhưng nhà đầu tư thống nhất với bộ và địa phương tiếp tục đầu tư giai đoạn 2. Và đã xin ý kiến của UBND, Đoàn đại biểu quốc hội, tỉnh ủy, hội đồng nhân dân của 2 tỉnh Đắk Lắk và Khánh Hòa đều đạt được đồng thuận cao.[2]
- Giai đoạn 2 bổ sung: Từ năm 2018 đầu tư thảm bê tông nhựa 3 km nội thị Ninh Hòa, mở rộng nâng cấp gấp đôi đường cũ đoạn Km 88+383 - Km 91+383; Km 98+800 đến Km 112+800. Hoàn thành tháng 8 năm 2019 dự kiến thu phí vào quý 4 năm 2019.
- Trạm thu phí BOT đã được đặt tại Km 93+667 (xã Ea Đar, huyện Ea Kar tỉnh Đắk Lắk) và Km 8+800 (Xã Ninh Xuân, thị xã Ninh Hòa, tỉnh Khánh Hòa).[3]
- Dự án đầu tư 48 km qua hai tỉnh: Đắk Lắk 29,5 km, Khánh Hòa 18,5 km có tổng mức đầu tư khoảng 810 tỷ.[4]